# Carlos Garnett
Carlos Garnett (Panama, 1º dicembre 1938 – 3 marzo 2023) è stato un sassofonista panamense di musica jazz.

## Biografia
Nato e cresciuto a Panama, Garnett iniziò a suonare il sassofono nel 1957, inizialmente cimentandosi nel calypso e la musica latina. Nel 1962, Garnett si trasferì a New York, per suonare, con qualche difficoltà, in diversi gruppi rock. Entrò così in contatto con l'ambiente del free jazz. Si fece conoscere come jazzista suonando con Freddie Hubbard tra il 1968 e il 1969, con Art Blakey e i Jazz Messengers tra il 1969 e il 1970), e con Charles Mingus. Garnett ebbe un'importante occasione con Miles Davis quando, nel 1972, partecipò alle registrazioni dell'album On the Corner. Altre collaborazioni di Garnett di quel periodo furono con Jack McDuff, Andrew Hill, Gary Bartz e Norman Connors. Quegli anni (1974-1977) lo videro anche in studio per la registrazione di cinque album per l'etichetta Muse, spaziando dalla musica sperimentale a tentativi di musica completamente commerciale.
Carlos Garnett fu inattivo per tutti gli anni ottanta, durante i quali scomparve dalla scena jazz, per riemergere infine nel 1991. Nel 1996 produsse uno dei suoi album migliori, Fuego en Mi Alma, per la HighNote, in uno stile che rievoca fortemente gli anni 70.

## Discografia
- Black Love con Mtume, Billy Hart, Onaje Allan Gumbs, Charles Sullivan, Reggie Lucas, Dee Dee Bridgewater, Norman Connors, Guilherme Franco, Ayodele Jenkins, Mauricio Smith, Buster Williams, Carlos Chambers, Allan Gumbs, 1974
- Fire con Kenny Kirkland, Reggie Lucas, Neil Clark, Wayne Cobham, Ángel Fernández, Anthony Jackson, Howard King, Charles Pulliam, 1974
- Fuego En Mi Alma con Neil Clarke, Brad Jones, Carlton Holmes, Shingo Okudaira, 1996
- Under Nubian Skies con Carlton Holmes, Russell Gunn, Shingo Okudaira, 1999
- Moon Shadow con Robert Trowers, Neil Clarke, Alvin Flythe, Derrick Gardner, Carlton Holmes, Shingo Okudaira, 2001